# Villovieco
Villovieco – gmina w Hiszpanii, w prowincji Palencia, w Kastylii i León, o powierzchni 23,53 km². W 2011 roku gmina liczyła 80 mieszkańców.